# Швыгин, Илья Иванович
Швыгин Илья Иванович (17 июня 1888 — 13 мая 1944) — советский военачальник, генерал-майор, участник Великой Отечественной войны.
Комбриг (с 8 августа 1937), генерал-майор (с 4 июня 1940).

## Военная биография
- В 1937 — помощник командира 46-й стрелковой дивизии.
- В 1938 — руководил рекогносцировкой строящегося Каменец-Подольского укрепрайона.
- С 26 сентября 1938 — комендант Киевского укрепрайона.[3]
- С 25 декабря 1939 — командовал 138-й стрелковой дивизией.
- С 11 марта 1940 — начальник Подольского пехотного училища.
- С 12 декабря 1940 — в резерве УК РККА.
- С 26 апреля 1941 — комендант укрепрайона полуострова Ханко.
- С 25 июля 1941 — и. д. коменданта Красногвардейского укрепрайона.
- С 31 августа 1941 — заместитель командующего 42-й армии.
- С 10 декабря 1941 по 22 декабря 1941 командовал 13-й стрелковой дивизией[4].
- С 4 июня 1943 по 29 июля 1943 командовал 40-й гвардейской стрелковой дивизией[5]
- Занимал командные должности на Юго-Западном, Донском фронтах.
- С 30 июля 1943 по 13 мая 1944 командовал 320-й стрелковой дивизией.

Погиб при переправе через реку Днестр. Похоронен в Одессе.
В 3:00 13 мая 1944 года после артподготовки немецкие войска перешли в наступление на участке 320-й стрелковой дивизии, отрезав два полка на плацдарме от переправ на реке и окружив их. 478 и 474 сп в беспорядке были вынуждены отходить к переправам на Днестре, оставив противнику много мат. части. К 12:00 13 мая плацдарм был потерян. 
Пограничный Леонид Борисович, офицер 478-го полка 320-й стрелковой дивизии, наблюдавший бой 13.05.1944 с левого берега Днестра вспоминал :"Командир дивизии Швыгин Илья Иванович той ночью, как раз находился на плацдарме. Его пытались переправить назад. Он уже был в лодке. Рядом с ним находились медсестра и адъютант. Мина попала прямо в лодку, и Швыгин И.И. был убит. Его тело снесло по течению. Через несколько дней труп генерала нашли, и наш геройский комдив Швыгин И.И. был похоронен на Аллее Славы в Одессе".

## Награды
- Награждён юбилейной медалью «XX лет РККА».
- Приказом войскам Южного фронта № 145/н от 8 октября 1943 г. награждён орденом Отечественной войны I степени[8].
- За участие в боях по освобождению Одессы генерал И. И. Швыгин был награждён орденом Боевого Красного Знамени.

Об эпизоде в освобождении Одессы рассказали А. Землянский и Е. Скворцов в статье «Рейд генерала Швыгина»:

«320-я Енакиевская стрелковая дивизия под командованием генерал-майора Ильи Ивановича Швыгина участвовала в освобождении таких крупных населенных пунктов, как Коблево, Сычавка, Ильичевка, Александровка. Затем она подошла к станции Сортировочная. Отсюда отважный генерал начал свой беспримерный рейд в порт. Во главе семнадцати бойцов он стал пробираться по улице Ласточкина. Перебегая от дома к дому, они направлялись к воротам порта. Вскоре солдаты заняли места, которые были намечены заранее.
Чёрной лентой вползали в ворота порта вражеские войска. Там они должны были грузиться на пароходы…»

Но действиями бойцов дивизии морская эвакуация вражеских войск была сорвана. Суда и баржи, прибывшие для этой цели, с лихорадочной быстротой стали покидать причалы и выходить в море.

## Память

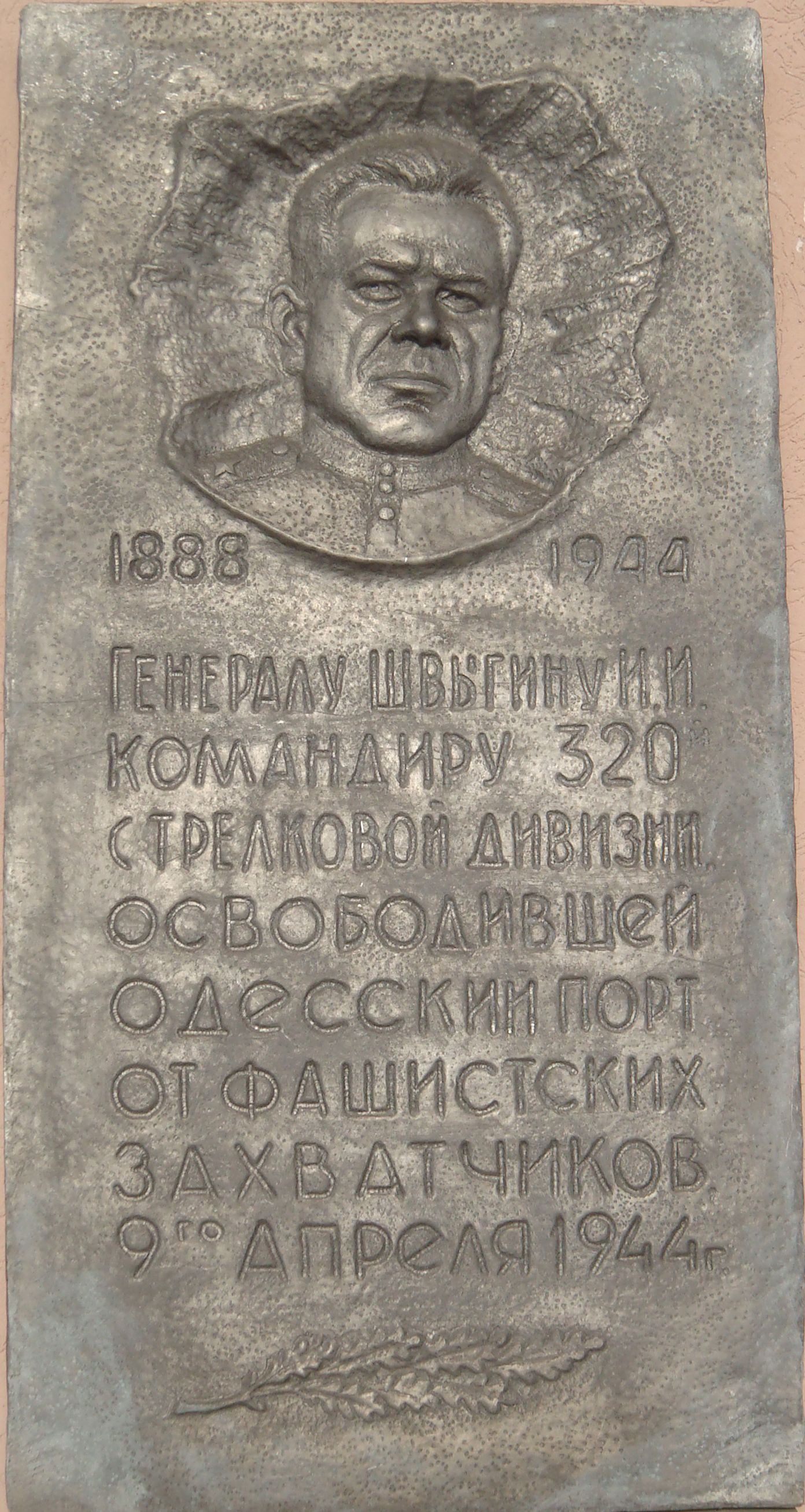
Мемориальная доска, установленная в Одесском порту

- В ознаменование 30-летия освобождения города Николаева (Украинская ССР) в марте 1974 года средней школе №35 присвоено имя И. И. Швыгина.Мемориальная доска Швыгину И. И., установленная на здании общеобразовательной школы № 35 в г. Николаеве (Украина) (фото сделано в июне 2019 г.). Текст на мемориальной доске: "Школа названа именем генерала Швыгина Ильи Ивановича активного участника гражданской и Великой Отечественной воин ветерана Сивашской дивизии участника освобождения Николаева. Погиб в бою с немецко-фашистскими захватчиками 13 мая 1944 года".

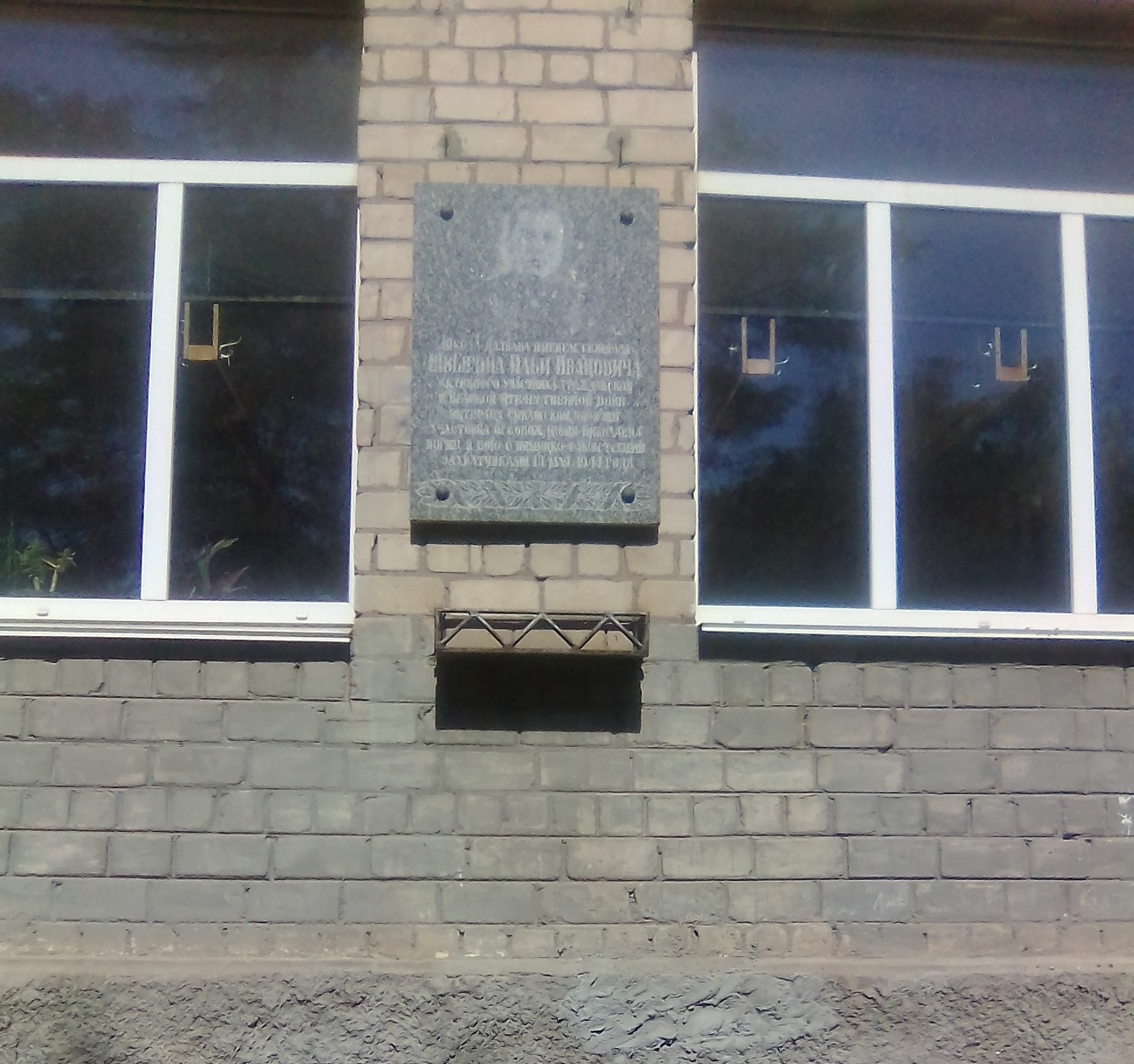
Мемориальная доска Швыгину И. И., установленная на здании общеобразовательной школы № 35 в г. Николаеве (Украина) (фото сделано в июне 2019 г.). Текст на мемориальной доске: "Школа названа именем генерала Швыгина Ильи Ивановича активного участника гражданской и Великой Отечественной воин ветерана Сивашской дивизии участника освобождения Николаева. Погиб в бою с немецко-фашистскими захватчиками 13 мая 1944 года".

- Улица Генерала Швыгина[9] в городе Одесса.